# Peruphasma schultei
Peruphasma schultei, ook wel Peruaanse wandelende tak of Black Beauty genoemd (PSG: 270), is een dier uit de orde van de Phasmatodea (wandelende takken) dat in het noorden van Peru voorkomt, in een gebied dat vijf hectare groot is.
In gevangenschap kunnen ze gevoed worden met liguster, Aucuba japonica en kamperfoelie (klimmende en struikvorm). Kamertemperatuur is voldoende en het volstaat om twee keer per week in het terrarium te sproeien met een plantenspuit.
Ze hebben een zwart lichaam, gele ogen en rode monddelen. Volwassen exemplaren hebben felrode rudimentaire vleugels. Indien deze soort gestoord wordt, kunnen ze een licht irriterende vloeistof uitscheiden.
De voortplanting bij deze wandelende takken gebeurt uitsluitend geslachtelijk. Ze leggen kleine eitjes in de vorm van zwarte bolletjes die na vier tot vijf maanden uitkomen.

## Galerij

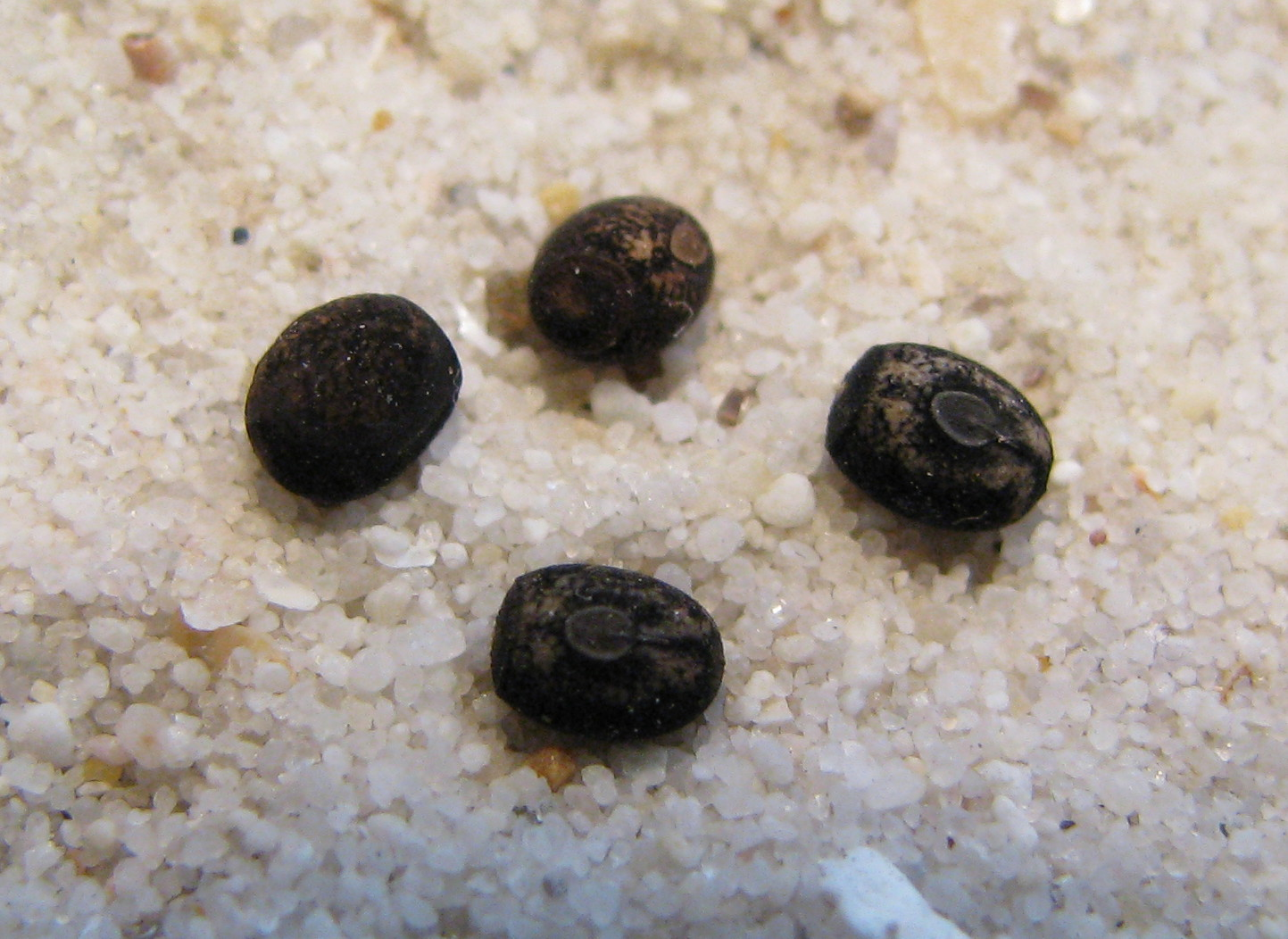
Eitjes
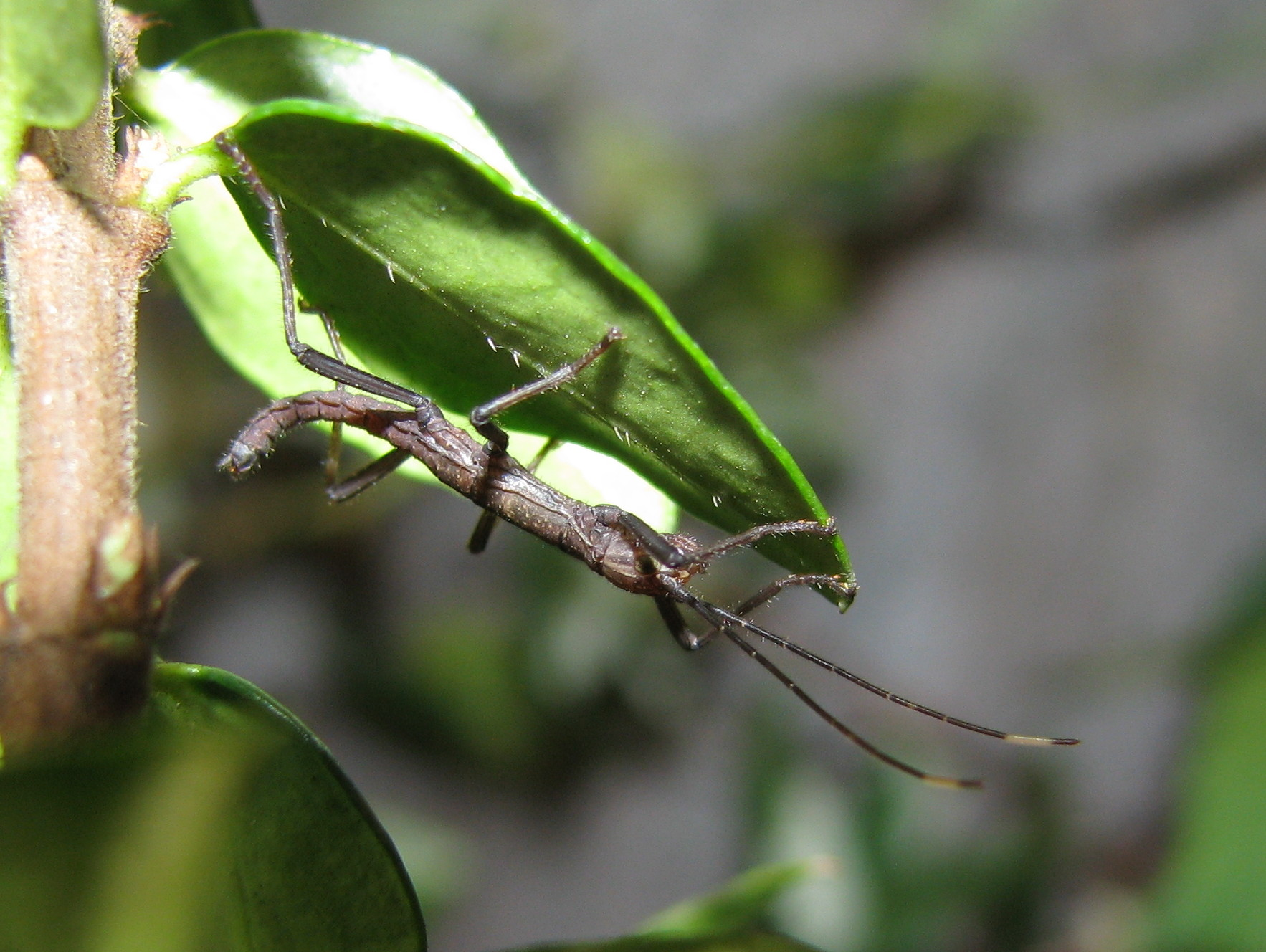
Nimf
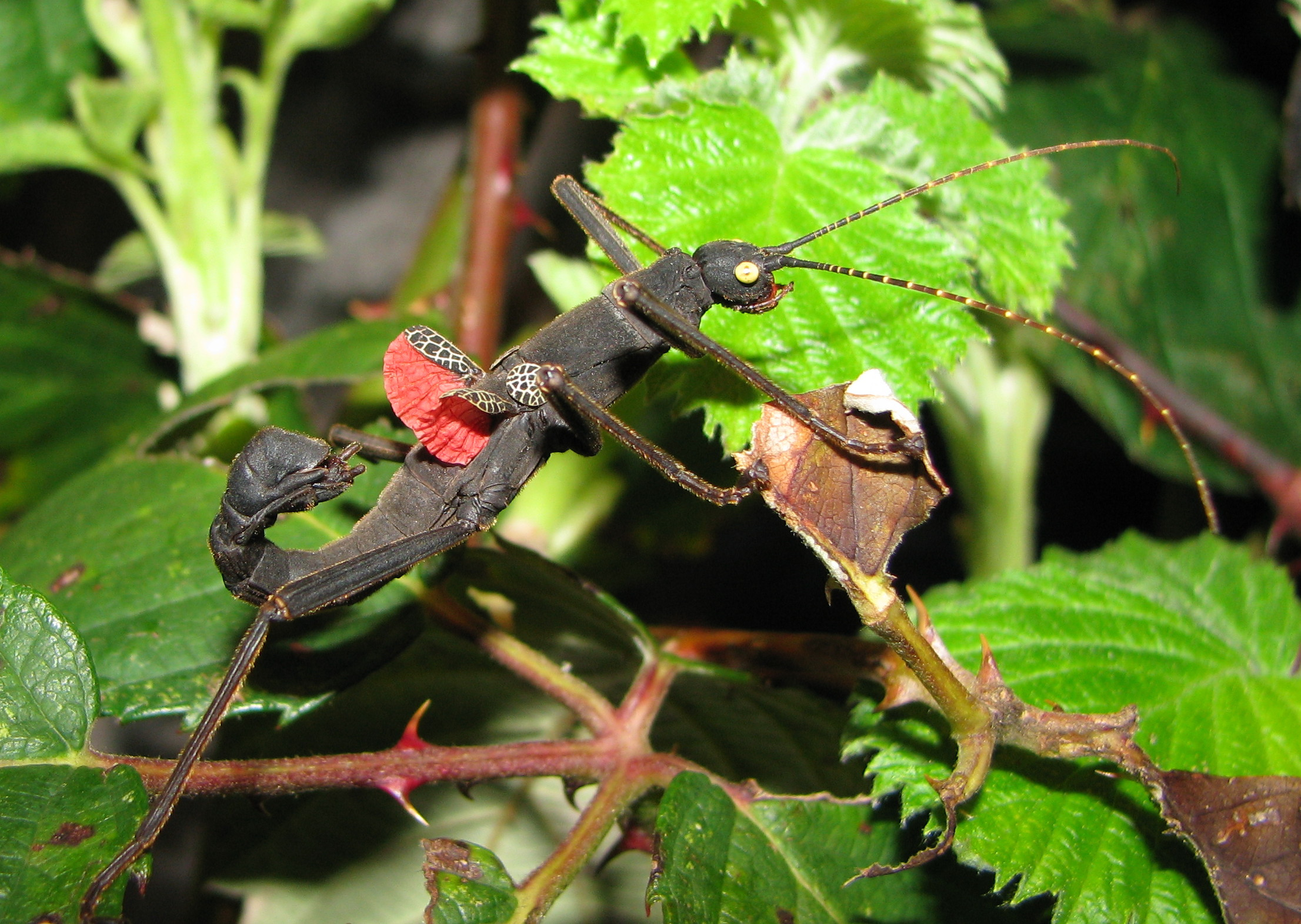
Bedreigd mannetje met opengesperde vleugels en gekruld achterlijf
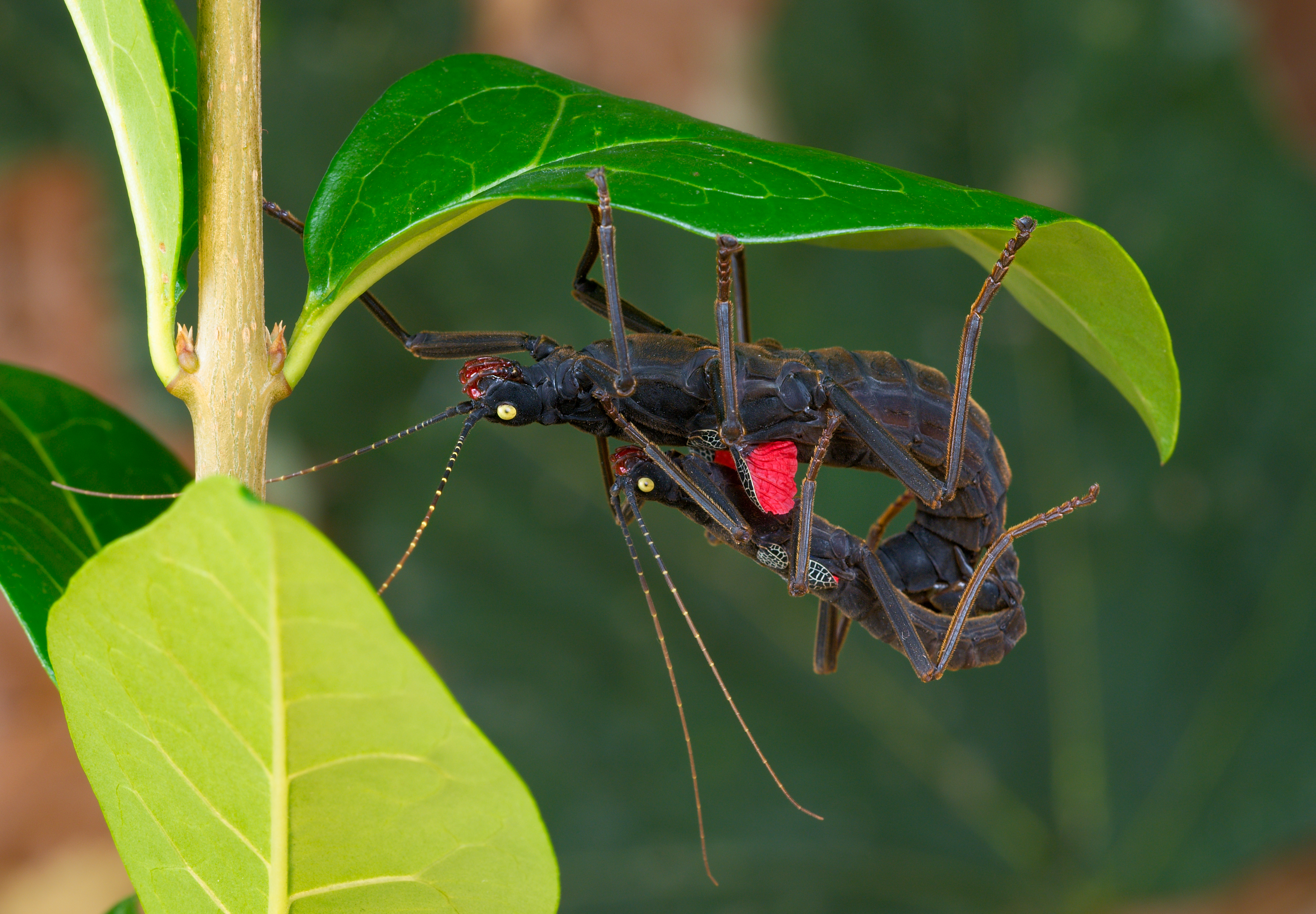
Parend koppel
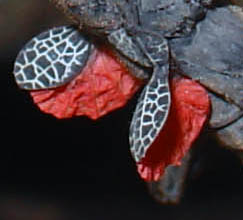
Rudimentaire vleugels